# Smolevo
Smolevo (bulgariska: Смолево) är ett distrikt i Bulgarien.   Det ligger i kommunen Obsjtina Jakoruda och regionen Blagoevgrad, i den sydvästra delen av landet, 80 km söder om huvudstaden Sofia.
I omgivningarna runt Smolevo växer i huvudsak blandskog. Runt Smolevo är det ganska tätbefolkat, med 52 invånare per kvadratkilometer.